# Rædslen fra Himmelrummet
Rædslen fra Himmelrummet (også distribueret i Danmark som Rædslen fra Himmelrummet = Satans øjne; originaltitel: Village of the Damned) er en britisk science fiction-gyserfilm fra 1960 af den engelsk-tyske instruktør Wolf Rilla. Filmen er en filmatisering af John Wyndhams roman fra 1957 The Midwich Cuckoos. Filmens hovedrolle som professor Gordon Zellaby spilles af George Sanders. 
Filmen fik i 1964 en efterfølger, Children of the Damned, og blev tillige genindspillet i 1995 i en udgave med samme titel. 
Filmen havde dansk premiere den 13. november 1961 i Bristol på Strøget i København. 

## Handling
I den lille engelske landsby Midwich falder alle pludselig i en dyb mystisk søvn, der varer flere timer. Nogle måeder senere viser det sig, at alle kvinder i den fødedygtige alder er gravide. De børn, der fødes vokser meget hurtigt og har alle det samme blonde hår og mærkelige gennemborende øjne, der kan få folk til at gøre ting, de ellers ikke ville gøre... 

## Medvirkende
- George Sanders som Gordon Zellaby
- Barbara Shelley som Anthea Zellaby
- Martin Stephens som David Zellaby
- Michael Gwynn som Alan Bernard
- Laurence Naismith somDoctor Willers
- Richard Warner som Mr. Harrington
- Jenny Laird som Mrs. Harrington
- Sarah Long som Evelyn Harrington
- Thomas Heathcote som James Pawle
- Charlotte Mitchell som Janet Pawle
- Rosamund Greenwood som Miss Ogle
- Bernard Archard som præsten
- Peter Vaughan som P.C. Gobby
- John Phillips som General Leighton
- Richard Vernon som Sir Edgar Hargraves
- John Stuart som Professor Smith
- Keith Pyott som Dr. Carlisle

## Modtagelse

### Salg
Ifølge MGM indspillede filmen $1,4 millioner i Nordamerika og $775.000 andre steder, hvilket gav et overskud på $860.000. Kine Weekly kaldte filmen en "money maker" i Storbritannien i 1960, og der blev allerede i 1962 påbegyndt planer om en efterfølger. 

### Anmeldernes vurdering af filmen
Filmen modtog generelt positive anmeldelser. Det britiske The Monthly Film Bulletin roste filmen og kaldte den "den mest nydelige science fiction-film, der endnu er kommet ud af et britisk studie." The Guardian roste historien som "meget genial" og roste Wolf Rillas instruktion. Også The Sunday Times var positiv og roste filmen og dens effektive timing.
Også amerikanske medier var begejstrede. Time Magazine kaldte den "en af de nydeligste små gyserfilm, der er produceret, siden Peter Lorre blev ligegyldig" og satte spørgsmålstegn ved visdommen i MGM's lavprofilerede udgivelsesstrategi. The New York Times roste filmen som "en af de mest originale og nervepirrende små gysere" 
På filmwebsitet Rotten Tomatoes har filmen en "approval score" på 93%, baseret på 40 anmeldelser, med en gennemsnitlig vurdering på 7,6/10. Websitets konsensus lyder: "Gysende præstationer og en behersket, uhyggelig atmosfære gør denne britiske gyser til både en nervepirrende lignelse om dens æra og en tidløs klassiker."

## Efterfølger og genindspilning
En MGM-britisk efterfølger, Children of the Damned, instrueret af Anton M. Leader, blev udgivet i 1964 med en mindre gruppe på seks børn, hver fra deres eget land: Kina, Indien, Nigeria, Sovjetunionen, USA og Storbritannien. Selvom børnenes kræfter er de samme som i den første film, er temaet og tonen næsten modsat, og børnene er i efterfølgeren portrætteret som sympatiske karakterer. 
En amerikansk produceret genindspilning blev udgivet i 1995 af Universal. Filmen, som også har titlen Village of the Damned, blev instrueret af John Carpenter og flyttede til en moderne tidsperiode og en amerikansk setting. Filmen modtog dårlige anmeldelser. 